# Roland Marchal
Roland Marchal (Charleroi, 14 juli 1952 - Gerpinnes, 23 maart 2019) was een Belgisch politicus van de PS.

## Levensloop
Roland Marchal werd beroepshalve leraar. 
Als militant van de Waalse Beweging trad hij aanvankelijk toe tot het Rassemblement Wallon. Van 1977 tot 1980 werkte hij als kabinetsattaché bij FDF-minister Lucien Outers. Nadat het FDF uit de regering verdween, werd hij vervolgens parlementair medewerker van senator André Lagasse. Eveneens ging hij als boeken- en krantenverkoper werken in Charleroi om later een bakkerij op te richten. In 1979 werd hij tevens secretaris-generaal van de Office des Produits wallons, waarvan hij van 1988 tot 1990 de directeur was.
In 1982 werd hij voor het RW verkozen tot gemeenteraadslid van Gerpinnes. Uit ontevredenheid van het kartel van RW en FDF, verliet hij in 1984 de partij om vanaf 1985 politiek actief te worden voor de PS. Namens deze partij was hij van 1989 tot 1998 schepen van Gerpinnes. In maart 1998 volgde hij Fernand Antoine op als burgemeester van de gemeente en bleef dit tot aan de gemeenteraadsverkiezingen van 2006, toen de PS in de oppositie belandde.
Van 2004 tot 2005 zetelde hij tevens in opvolging van de minister-president van de Waalse Regering Jean-Claude Van Cauwenberghe in het Waals Parlement en in het Parlement van de Franse Gemeenschap. Nadat Van Cauwenberghe in oktober 2005 wegens financiële schandalen ontslag moest nemen, verdween hij opnieuw uit het parlement.
In mei 2006 werd hij de voorzitter van de raad van bestuur en het directiecomité van de Intercommunale des Déchets, waar hij al verschillende jaren actief was. Nadat bleek dat er financiële schandalen gebeurd waren bij ICDI, kwam Marchal in de problemen. Samen met de andere leden van het directiecomité werd hij in beschuldiging gesteld in een proces dat zes jaar aansleepte. In juni 2012 sprak justitie hem uiteindelijk vrij omdat er geen bewijs was dat hij iets met deze schandalen te maken had. Toch vroeg de PS hem om een stap op zij te zetten als fractieleider in de gemeenteraad van Gerpinnes. Ook stelde hij zich in 2009 niet opnieuw kandidaat bij de verkiezingen voor het Waals Parlement. In oktober 2012 verliet hij uiteindelijk de gemeentepolitiek van Gerpinnes ten voordele van zijn zoon Marcellin. In mei 2013 werd hij benoemd tot ereburgemeester van de gemeente.